# ストライダー飛竜 (2014年のゲーム)
『ストライダー飛竜』（ストライダーひりゅう）は、カプコンから発売の横スクロールタイプアクションゲーム。

## 概要
『ストライダー飛竜2』から約15年ぶりに発売されたシリーズ最新作。本作は初代『ストライダー飛竜』を現代向けに再構築（リビルド）した、2014年版『ストライダー飛竜』というべき位置づけの作品であり、ゲーム性や世界観も一新されている。そのためシリーズ作品としては三作目だが『ストライダー飛竜3』の名は冠しておらず、過去作品とはストーリー上の繋がりも存在しない。一方で、コミックでの設定や『MARVEL VS. CAPCOM』シリーズにおける飛竜の要素など、シリーズ作品だけでなく外部作品のオマージュを盛り込んでいる部分も存在する。
2D横スクロールアクションゲームという点では共通だが、ステージクリア型のアクションゲームだった従来の作品とは異なり、本作は成長要素のある探索型アクションゲームに生まれ変わっている。
PS3版では初回生産特典としてゲームアーカイブス『ストライダー飛竜1&2』のプロダクトコードが同梱されている。

## ストーリー
冥王歴0048年、世界は冥王グランドマスターが支配していた。世界の裏で諜報と暗殺を生業とするストライダーズに所属する特A級のストライダーである飛竜に依頼がかかった。「グランドマスターを抹殺せよ。」無理難題と思われる依頼に飛竜はただ一言答えた。
「・・・・・承知」

## 登場人物
旧作と違い、登場人物のボイスは全て英語音声となっている。
飛竜
主人公。性格設定は旧作と大差なしだが、本作では協力者がいる。また、トレードマークだった赤いマフラーは、プラズマの奔流として表現されている。
冥王グランドマスター
シリーズを通しての宿敵。ローブと前垂れの下には虚空が広がっており、旧作より人間離れした外見をしている。手下の英語台詞は普通に「Grandmaster（グランドマスター）」と名前（？）を呼ぶか、日本語字幕は旧作同様「あのお方」としか呼ばない。
真の目的は初代と同じく、世界を造り直すことである。
冥王プライム
冥王グランドマスターの真の姿。
ソロ
シリーズを通しての刺客。グランドマスターに雇われた暗殺者。メカニックスーツに身を包み、空中を自在に駆ける機動装置と多彩な武器で襲いかかる。
ソロZN-2
飛竜に敗北したソロが、冥王軍によって改造されて復活した姿。
東風三姉妹（とんぷうさんしまい）
グランドマスターの手下。それぞれ武術を極めており、暗殺任務を得意とする。シリーズを通しての刺客。
本作では戦闘スタイルが武器を使ったものに変更され、作中で何度か飛竜に戦いを挑む。
東風（とんぷう）
次女。三姉妹のリーダー格。刀術の達人で、身のこなしが素早い。
南風（なんぷう）
三女。槍術の達人。槍の防御はサイファーの斬撃をも防ぎきる。なお、旧作での三女は「西風（しゃーふう）」だったが本作では異なる設定になっている。
北風（ぺいぷう）
長女。格闘術の達人。鋭利な刃を仕込んだ二丁の銃による射撃とのコンビネーションが得意。
西王母（せいおうぼ）
東風三姉妹の師、彼女達と同じグランドマスターの手下。三姉妹の技と武器を使いこなす他、オプションBの力で虎に変身して突撃することもできる。
黄服の囚人
軍事エリアの囚人、元はグラビトロン開発チームメンバー。拷問と精神操作により精神が崩壊しているが、その妄言の中にも真実が隠されており、闇商人の居場所やグラビトロンに関するヒントを飛竜に送った。
闇商人
地下世界の難民キャンプを拠点に活動する商人。その正体は反冥王軍を束ねるレジスタンスのリーダーで、地下で反撃の機会を窺っている。
軍政官ミキエル
冥王軍の指揮官。様々な武器や兵器を収集する武器コレクターでもあり、有事の際には多目的攻撃型重戦車「トルネード」を駆り、自ら戦闘を行う。
ジュロング
地下世界の統率者で、グランドマスターを神と崇拝している狂信者。身体に仕込んだグラビトロンにより、水を自在に操る。
シュランゲ
冥王軍中枢の科学施設を統括する科学者。歪んだ知識欲の持ち主で、欲望のためなら犠牲すら厭わない冷血漢。飛竜のことは研究材料と見なしている。

## 能力
シナリオの進行に伴い、飛竜に新たな能力が付加される。サイファー、クナイ、プラズマカタパルトの属性は一括変更である。

### サイファー
飛竜の主力武器。
チャージアタック
溜める事で強力な斬り攻撃を行える。一部のガードを崩し、アイスイッチを起動させる事ができる。
ダウンストライク
真下にサイファーを向けて落下する。特定の床を破壊できる。
リフレクトサイファー
一部の敵弾を斬り攻撃で跳ね返せる。初期状態のサイファーに付与される。
バーストサイファー
炎を纏った斬り攻撃。敵を燃やして追加ダメージを与えることができる。バーストシールドを破壊し、バーストゲートを開く事ができる。
コールドサイファー
氷を纏った斬り攻撃。敵を凍らせる事ができ、一部の凍らせた敵にはつかまることも可能（全てのコールド系攻撃に共通）。コールドシールドを破壊し、コールドゲートを開く事ができる。
マグネティックサイファー
斬り攻撃と同時に斬撃波（一度に２つまで）を飛ばす事ができ、マグネティックゲートを開く事ができる。

### 体術
ステージの進行に必要な機能が追加されていく。
アサルトファング
スライディング中にブーツの足先にプラズマを纏わせる。ダクトの蓋を破壊できる。
ダブルジャンプ
2段ジャンプが可能になる。
プラズマカタパルト
一定距離高速移動でき、カタパルトゲートを開く事ができる。カタパルトゲージが満タン時に使用可能。
リフレクトカタパルト
高速移動時に敵にダメージを与える他、一部の敵弾を跳ね返せる。
バーストカタパルト
高速移動時に敵を炎で包みダメージを与える。
コールドカタパルト
高速移動時に敵を凍らせる。一部の敵には無効。
マグネティックカタパルト
高速移動時に敵を麻痺させる。

### クナイ
遠くへの攻撃手段になるだけでなく、特定のスイッチの起動にも必要。撃つ度にプラズマゲージを消費する。
リフレクトクナイ
壁などで跳ね返るクナイを投げる。
バーストクナイ
着弾から一定時間後に爆発するクナイを投げる。
コールドクナイ
敵を凍らせるクナイを投げる。
マグネティッククナイ
追尾するクナイを投げる。

### オプション
飛竜のサポートをするだけでなく、ギミックの起動やエリア間の移動など、戦闘以外の場面でも活躍する。戦闘中では召喚する度にそれぞれに対応したオプションゲージを消費する。
オプションA
一部の敵弾を防御しつつ、飛竜の攻撃に合わせて弾を放つ。端末にアクセスする能力を持つ。
オプションB
地面を疾走して敵をなぎ倒す。パンサーランというオブジェクトでエリア移動可能。
オプションC
地形を無視した滑空で敵をなぎ倒す。イーグルフライトというオブジェクトでエリア移動可能。

## 敗れしストライダー達
飛竜と同じストライダーズのメンバー。本編開始時点では既に死亡しているが、隠しアイテムの「敗れしストライダー達の記憶（コスチューム変更アイテム）」を入手する事で詳しい詳細を得られる。本作の設定では、サイファークラスを装備できるのは特A級ストライダーのみであり、B級はプラズマソード、A級はサイ・○○（そのストライダーが得意とする武器）しか装備できない。また、名前に生き物の名を冠するのはA級以上のストライダーにのみ許されている（王牙は改名を拒否している）。
鳳炎
A級ストライダー。使用武器はサイ・スピア。騎士道を重んじており、組織への忠誠心も厚い。
飛燕
特A級ストライダー。使用武器はジオメトリカル・サイファー。特A級の称号を持つ実力者だが、ストライダーの中では珍しい心優しい性格をしている。
狼牙
A級ストライダー。使用武器はサイ・ダガー。隠密や暗殺を得意とする、CQCに秀でたストライダー。
王牙
特A級ストライダー。使用武器はツイン・サイファー。ストライダーの中でもトップクラスの実力を誇る、血に飢えた殺戮者。
空牙
B級ストライダー。使用武器はプラズマソード。雷牙の双子の弟で、冷静な性格。兄とのコンビネーション戦法が武器。
翔鷹
A級ストライダー。使用武器はサイ・アロー。遠距離からの攻撃を得意とするスナイパー。サポートに回ることが多いが、単独での実力も高い。
蛟蛇
A級ストライダー。使用武器はサイ・ファング。四肢に組み込んだプラズマドライバーによるスピードを活かした攻撃を得意とする。
迅鯨
A級ストライダー。使用武器はサイ・ブレード。潜入任務のスペシャリスト。剣術の腕前も高く、万一敵と遭遇した際の戦闘能力も申し分ない。
飛隼
A級ストライダー。使用武器はサイ・シックル。トラップや爆発物の扱いを得意とし、爆発に関しては独特の美学を持つ。
雷牙
B級ストライダー。使用武器はプラズマソード。空牙の双子の兄で、積極的な性格。弟とのコンビネーション戦法が武器。
震電
B級ストライダー。使用武器はプラズマソード。潜入任務を得意とする諜報員で、迅鯨の部下。